# Concursul Muzical Eurovision 2004
Concursul muzical Eurovision 2004 s-a desfășurat în Turcia, la Istanbul. Câștigătoarea acestei ediții este ucraineanca Ruslana, cu cele mai multe puncte din toată istoria Eurovisionului, aceasta primind 280 de puncte de la 34 din 35 de țări, excepția fiind Elveția care nu a primit nici măcar un punct în semifinală.

## Rezultatele

### Semifinala
| Nº | Țară                  | Artist                   | Cântec                          | Loc | Puncte |
| -- | --------------------- | ------------------------ | ------------------------------- | --- | ------ |
| 01 | Finlanda              | Jari Sillanpää           | "Takes 2 to Tango"              | 14  | 51     |
| 02 | Belarus               | Alexandra and Constantin | "My Galileo"                    | 19  | 10     |
| 03 | Elveția               | Piero and the MusicStars | "Celebrate"                     | 22  | 0      |
| 04 | Letonia               | Fomins and Kleins        | "Dziesma par laimi"             | 17  | 23     |
| 05 | Israel                | David D'Or               | "Leha'amin"                     | 11  | 57     |
| 06 | Andorra               | Marta Roure              | "Jugarem a estimar-nos"         | 18  | 12     |
| 07 | Portugalia            | Sofia Vitória            | "Foi magia"                     | 15  | 38     |
| 08 | Malta                 | Julie and Ludwig         | "On Again... Off Again"         | 8   | 74     |
| 09 | Monaco                | Maryon                   | "Notre planète"                 | 19  | 10     |
| 10 | Grecia                | Sakis Rouvas             | "Shake It"                      | 3   | 238    |
| 11 | Ucraina               | Ruslana                  | "Wild Dances"                   | 2   | 256    |
| 12 | Lituania              | Linas and Simona         | "What's Happened To Your Love?" | 16  | 26     |
| 13 | Albania               | Anjeza Shahini           | "The Image of You"              | 4   | 167    |
| 14 | Cipru                 | Lisa Andreas             | "Stronger Every Minute"         | 5   | 149    |
| 15 | Republica Macedonia   | Toše Proeski             | "Life"                          | 10  | 71     |
| 16 | Slovenia              | Platin                   | "Stay Forever"                  | 21  | 5      |
| 17 | Estonia               | Neiokõsõ                 | "Tii"                           | 12  | 57     |
| 18 | Croația               | Ivan Mikulić             | "You Are The Only One"          | 9   | 72     |
| 19 | Danemarca             | Thomas Thordarson        | "Shame on You"                  | 13  | 56     |
| 20 | Serbia și Muntenegru  | Željko Joksimović        | "Lane moje"                     | 1   | 263    |
| 21 | Bosnia și Herțegovina | Deen                     | "In the Disco"                  | 7   | 133    |
| 22 | Țările de Jos         | Re-Union                 | "Without You"                   | 6   | 146    |

### Finala

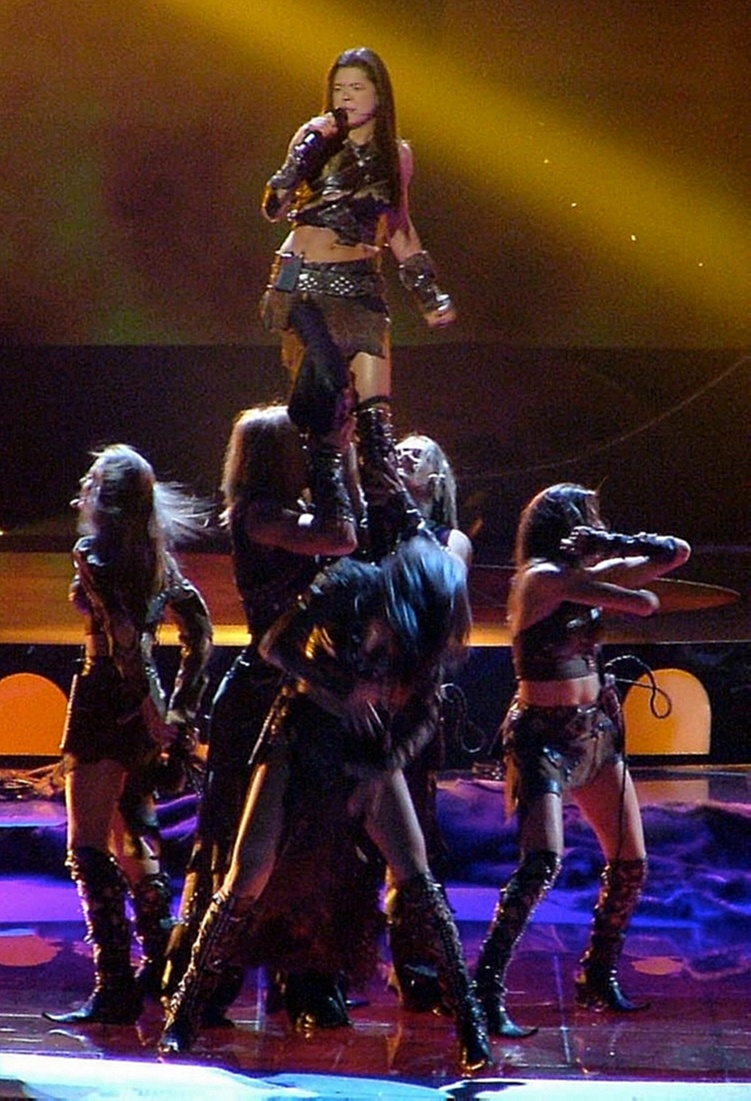
Ruslana interpretând Wild dances la finala Concursului Muzical Eurovision 2004

| #  | Țară                  | Cântec            | Artist                      | Locul | Puncte |
| 01 | Spania                | Ramón             | Para llenarme de ti         | 10    | 87     |
| 02 | Austria               | Tie-break         | Du bist                     | 21    | 9      |
| 03 | Norvegia              | Knut Anders Sorum | High                        | 24    | 3      |
| 04 | Franța                | Jonatan Cerrada   | À chaque pas                | 15    | 40     |
| 05 | Serbia și Muntenegru  | Željko Joksimović | Lane Moje                   | 2     | 263    |
| 06 | Malta                 | Julie & Ludwig    | On Again... Off Again       | 12    | 50     |
| 07 | Țările de Jos         | Re-union          | Without You                 | 20    | 11     |
| 08 | Germania              | Max               | Can't Wait Until Tonight    | 8     | 93     |
| 09 | Albania               | Anjeza Shahini    | The Image Of You            | 7     | 106    |
| 10 | Ucraina               | Ruslana           | Wild Dances                 | 1     | 280    |
| 11 | Croația               | Ivan Mikulić      | You Are The Only One        | 13    | 50     |
| 12 | Bosnia și Herțegovina | Deen              | In the Disco                | 9     | 91     |
| 13 | Belgia                | Xandee            | 1 life                      | 23    | 7      |
| 14 | Rusia                 | Iulia Saviceva    | Believe Me                  | 11    | 67     |
| 15 | Republica Macedonia   | Toše Proeski      | Life                        | 14    | 47     |
| 16 | Grecia                | Sakis Rouvas      | Shake it                    | 3     | 252    |
| 17 | Islanda               | Jónsi             | Heaven                      | 19    | 16     |
| 18 | Irlanda               | Chris Doran       | If My World Stopped Turning | 22    | 7      |
| 19 | Polonia               | Blue Cafe         | Love Song                   | 17    | 27     |
| 20 | Regatul Unit          | James Fox         | Hold on to our Love         | 16    | 29     |
| 21 | Cipru                 | Lisa Andreas      | Stronger Every Minute       | 6     | 170    |
| 22 | Turcia                | Athena            | For Real                    | 4     | 195    |
| 23 | România               | Sanda Ladoși      | I Admit                     | 18    | 18     |
| 24 | Suedia                | Lena Philipsson   | It Hurts                    | 5     | 170    |